# Gary McSwegan
Gary McSwegan (né le 24 septembre 1970 à Glasgow) est un footballeur écossais.

## Biographie
Il commence sa carrière professionnelle au Rangers FC au poste d'attaquant. Il inscrit 5 buts en 24 matchs au cours des 6 années qu'il passe au Ibrox Stadium, dont un but contre l'Olympique de Marseille en Ligue des Champions.
Ne jouant que très peu en équipe première, il quitte les Rangers en 1993 et tente sa chance à Notts County qui l'engage pour £400,000. En 1995, il retourne en Écosse et rejoint le club de Dundee United, le transfert s'élève à £375,000. McSwegan y reste 3 saisons durant lesquelles il inscrit 42 buts.
En 1998, il est libre de tout contrat et rejoint le Heart of Midlothian Football Club où il inscrit 31 buts en 98 matchs. En 2002, il perd la confiance du club et est prêté successivement au Barnsley FC et au Luton Town FC avant de rejoindre le Kilmarnock FC où il restera 2 ans, marquant 17 buts.
Son club professionnel suivant est Ross County, il joue 39 matchs et inscrit un seul but en deux saisons, pendant lesquelles il fut plusieurs fois blessé. Malgré cela il rejoue au meilleur niveau en signant au Inverness Caledonian Thistle en septembre 2006. Il quitte ce club à la fin de la saison 2006-2007
McSwegan est sélectionné à deux reprises dans l'Équipe d'Écosse de football, il marqua un but contre la Lituanie en 1999.